# Запис храст у селу (Вреоци)
Запис храст у селу (Вреоци) се налази на парцели чији је власник Република Србија.

## Локација
| Општина             | Лазаревац                                                                   |
| Катастарска општина | Вреоци                                                                      |
| Потес               | Село                                                                        |
| Координате          | 44° 26′ 35″ С; 20° 17′ 14″ И / 44.442999999999998° С; 20.287099999999999° И |
| Надморска висина    | 123m                                                                        |

## Карактеристике
Дендрометријске вредности утврђене на терену и сателитским снимцима:
| Стабло                     | Храст |
| Висина стабла              | m     |
| Обим дебла                 | m     |
| Пречник крошње             | 10m   |
| Пречник дебла              | m     |
| Висина дебла до прве гране | m     |

## База записа
Запис је у оквиру Викимедија пројекта "Запис - Свето дрво" заведен под редним бројем 1012.